# Anime perdute
Anime perdute (titolo originale Meshuge) è un romanzo di Isaac Bashevis Singer, pubblicato su "The Jewish Forward" tra il 1981 e il 1983 in lingua yiddish, tradotto in inglese da Nili Wachtel (in collaborazione con l'autore) e pubblicato postumo nel 1994 da Farrar, Straus & Giroux con il titolo Meshugah. Il titolo italiano riprende quello in yiddish della prima pubblicazione, poi cambiato nella traduzione inglese. Il protagonista ha lo stesso nome del romanzo Shosha.

## Trama
È la storia di uno scrittore di Varsavia, Aaron Greidinger, emigrato a New York, che frequenta altri profughi e intellettuali sopravvissuti all'olocausto nel Upper West Side, tra i quali Max Aberdam, che aveva creduto morto prima di incontrarlo al giornale dove scrive. Max, sposato con una donna che detesta, è innamorato di Miriam, molto più giovane e a sua volta sposata. Anche lei ricambia, ma i due non riescono a lasciare i rispettivi consorti. Anche Aaron sembra innamorato di Miriam, e lei ne è attratta e lo incoraggia professionalmente. Altri personaggi sono Stefa, Irka e Tzlova (le prime due che Aaron ha amato e la terza che ama adesso) e Misha, un tassista anarchico. Max, Miriam e Aaron si ritrovano poi a Tel Aviv, dove Aaron viene premiato con un prestigioso premio letterario. Qui lo scrittore chiede alla donna di sposarlo.

## Edizioni italiane
- trad. dall'inglese di Mario Biondi, Longanesi (collana "La gaja scienza" n. 462), Milano, 1995 ISBN 88-304-1275-9
- stessa trad. in ed. economica, TEA (coll. "TEAdue" n. 848), Milano, 2000 ISBN 88-7818-351-2